# Anna Zamojska-Dzienio
Anna Zamojska-Dzienio – polska matematyk, doktor habilitowana, specjalizująca się w algebrze. Adiunkt na Wydziale Matematyki i Nauk Informacyjnych Politechniki Warszawskiej.

## Życiorys
W 1998 ukończyła studia matematyczne na Wydziale Fizyki Technicznej i Matematyki Stosowanej Politechniki Warszawskiej. Stopień doktorski na Wydziale Matematyki i Nauk Informacyjnych PW uzyskała w 2004 roku, pisząc anglojęzyczną pracę zatytułowaną Embedding modes into semimodules, przygotowaną pod kierunkiem Anny Romanowskiej. W 2017 habilitowała się na tym samym wydziale na podstawie cyklu publikacji pt. O kratach wypukłości i złożoności problemu Birkhoffa-Mal’ceva.
W swojej działalności naukowej skupiła się na algebrze uniwersalnej i teorii krat oraz ich wykorzystaniu w innych dziedzinach matematyki. Publikowała prace w czasopismach, takich jak „Journal of Algebra” czy „International Journal of Algebra and Computation”. Została laureatką stypendium Fulbright Senior Award 2020-21.